# 高松連隊区
高松連隊区（たかまつれんたいく）は、大日本帝国陸軍の連隊区の一つ。前身は丸亀大隊区（丸亀連隊区）である。香川県の一部または同県全域の徴兵・召集等兵事事務を取り扱った。実務は高松連隊区司令部が執行した。1945年（昭和20年）、同域に高松地区司令部が設けられ、地域防衛体制を担任した。

## 沿革
1888年（明治21年）5月14日、大隊区司令部条例（明治21年勅令第29号）によって丸亀大隊区が設けられ、陸軍管区表（明治21年勅令第32号）により愛媛県の一部が管轄区域に定められた（この当時、現在の香川県は愛媛県に含まれていた）。第5師管第10旅管に属した。1890年（明治23年）5月20日、区域の一部を松山大隊区へ移管し、香川県全域を管轄とした。
1896年（明治29年）4月1日、丸亀大隊区は連隊区司令部条例（明治29年勅令第56号）によって丸亀連隊区に改組され、旅管が廃止となり第11師管に属した。
1903年（明治36年）2月14日、陸軍管区表が改正され、再び旅管が採用され連隊区は第11師管第22旅管に属した。同年10月23日、司令部が仲多度郡善通寺町大字善通寺に移転。
日本陸軍の内地19個師団体制に対応するため陸軍管区表が改正（明治40年9月17日軍令陸第3号）となり、1907年（明治40年）10月1日、善通寺連隊区が創設され、管轄区域の変更を実施し第11師管第10旅管に属した。同年12月31日、司令部を丸亀市に移転。
1925年（大正14年）4月6日、日本陸軍の第三次軍備整理に伴い陸軍管区表が改正（大正14年軍令陸第2号）され、同年5月1日、旅管は廃され引き続き第11師管の所属となり、善通寺連隊区が廃止され管轄区域が再び香川県全域となった。
1940年（昭和15年）8月1日、丸亀連隊区は西部軍管区善通寺師管に属することとなった。1941年（昭和16年）4月1日、名称を高松連隊区に改称した。
1944年（昭和19年）6月16日、善通寺師管が中部軍管区に編入された。1945年には作戦と軍政の分離が進められ、軍管区・師管区に司令部が設けられたのに伴い、同年3月24日、連隊区の同域に地区司令部が設けられた。地区司令部の司令官以下要員は連隊区司令部人員の兼任である。同年4月1日、善通寺師管は善通寺師管区と改称された。同年6月12日、善通寺師管区は四国軍管区に改組された。

## 管轄区域の変遷
1888年5月14日、陸軍管区表（明治21年勅令第32号）が制定され、丸亀大隊区の管轄区域は次のとおり定められた。この当時、香川県区域は愛媛県に含まれていた。
- 愛媛県（のち宇摩郡を除き香川県となる）

那珂郡・小豆郡・寒川郡・大内郡・香川郡・三木郡・山田郡・豊田郡・三野郡・阿野郡・鵜足郡・多度郡・宇摩郡
1890年5月20日、管轄の愛媛県宇摩郡を松山大隊区へ移管し、管轄区域は香川県全域となった。1896年4月1日、丸亀連隊区へ改組された際に管轄区域の変更はなかった。
1907年10月1日、善通寺連隊区が新設されたことに伴い、管轄区域が陸軍管区表（明治40年9月17日軍令陸第3号）により次のとおり定められた。仲多度郡・三豊郡を善通寺連隊区へ移管した。
- 香川県

高松市・丸亀市・大川郡・小豆郡・木田郡・香川郡・綾歌郡
1915年（大正4年）9月13日、小豆郡を姫路連隊区へ移管したが、1920年（大正9年）8月10日には姫路連隊区から小豆郡が編入され、再度、管轄区域とした。
1925年5月1日、陸軍管区表の改正に伴い善通寺連隊区が廃止され、旧善通寺連隊区から仲多度郡・三豊郡を編入し、再度、香川県全域を管轄した。1941年に名称を高松連隊区に改称するが、廃止されるまで管轄区域に変更はなかった。

## 司令官
丸亀大隊区
- （心得）南小四郎 歩兵大尉：1888年5月14日 -
- 馬場命英 歩兵少佐：不詳 - 1895年12月21日[17]
- 森斐司 輜重兵少佐：1895年12月21日[17] -

丸亀連隊区
- 森斐司 後備輜重兵少佐：1899年9月1日[18] - 1901年4月1日
- 岡泰卿 歩兵少佐：1901年4月1日 - 12月25日
- 山名有友 砲兵少佐：1901年12月25日 - 1902年9月4日
- 勝田敏郎 歩兵少佐：1902年9月4日 -
- 木村捨馬 歩兵中佐：1907年7月31日 - 10月3日
- 富永延一 歩兵少佐：1907年10月3日 - 1909年5月5日
- 高橋正 歩兵少佐：1909年5月5日 - 1912年3月8日
- 成富利武 歩兵中佐：1912年3月8日 - 1913年6月9日
- 岩本績 歩兵中佐：1913年6月9日 - 1914年8月10日
- 鈴木孝 歩兵中佐：1914年8月10日 - 1918年7月24日[19]
- 南沢岩吉 歩兵中佐：1918年7月24日[19] - 1921年6月28日[20]
- 後藤貞雄 歩兵中佐：1921年6月28日[20] - 1923年8月6日[21]
- 蜂須賀喜信 歩兵大佐：1923年8月6日[21] - 1925年5月1日
- 新徳太郎 歩兵大佐：1926年3月2日 - 1928年3月8日
- 牧園広吉 歩兵大佐：1928年3月8日 - 1929年8月1日
- 三宅俊雄 歩兵大佐：1929年8月1日 - 1930年8月1日[22]
- 香宗我部素 歩兵大佐：1930年8月1日 - 1932年8月8日[23]
- 鈴木春松 歩兵大佐：1932年8月8日[23] - 1933年9月18日
- 徳久捨馬 歩兵大佐：不詳 - 1935年8月1日[24]
- 水原義重 歩兵大佐：1935年8月1日[24] - 1936年8月1日
- 若生清 歩兵大佐：1936年8月1日 - 1937年11月1日
- 葛目直幸 歩兵大佐：1939年8月1日 - 1941年4月1日[25]

高松連隊区
- 葛目直幸 大佐：1941年4月1日 - 1941年7月7日[25]

高松連隊区兼高松地区司令官
- 若生清 予備役陸軍少将：1945年3月31日[26] -